# Klaus Leidorf

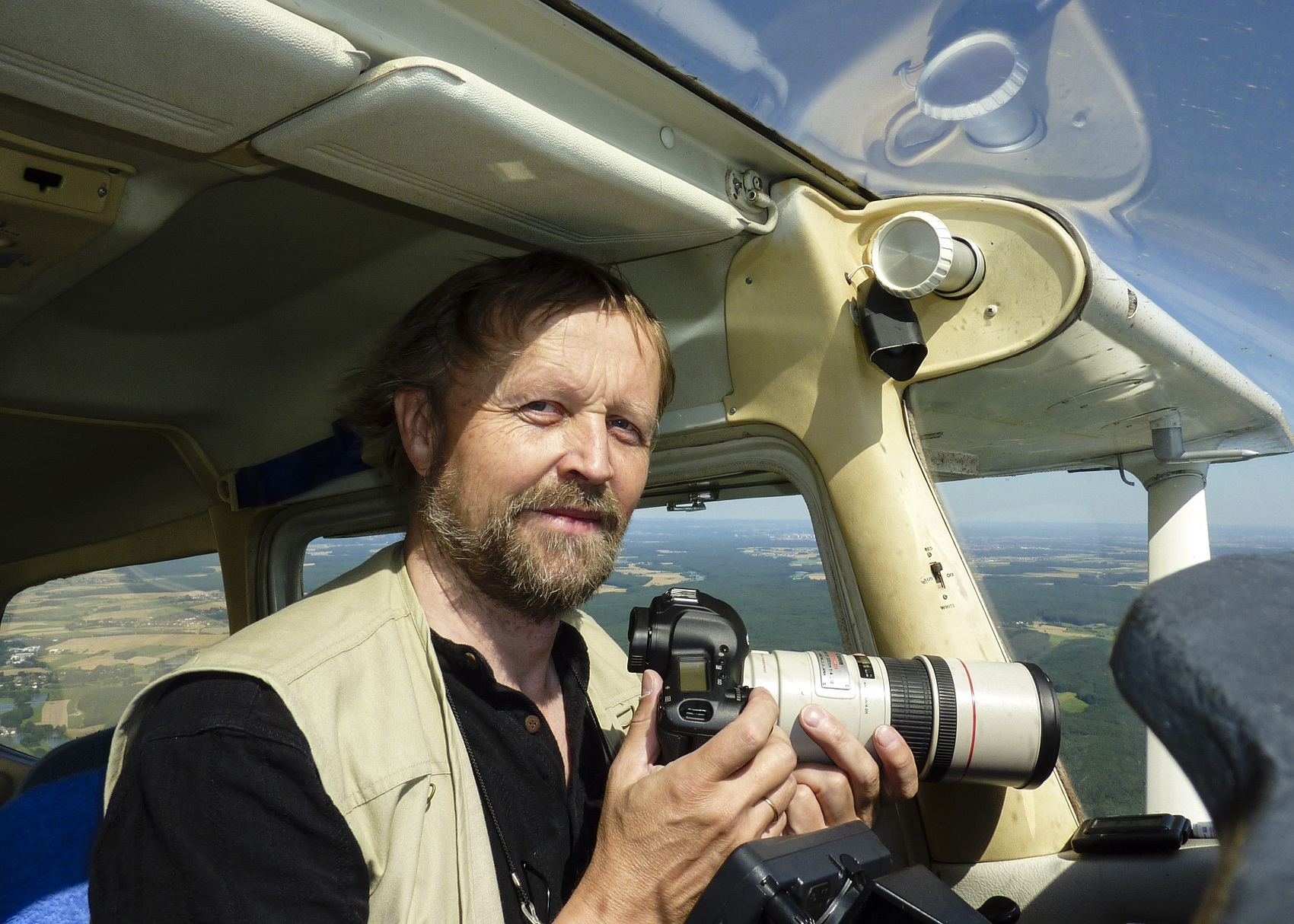
Klaus Leidorf (Selbstporträt)

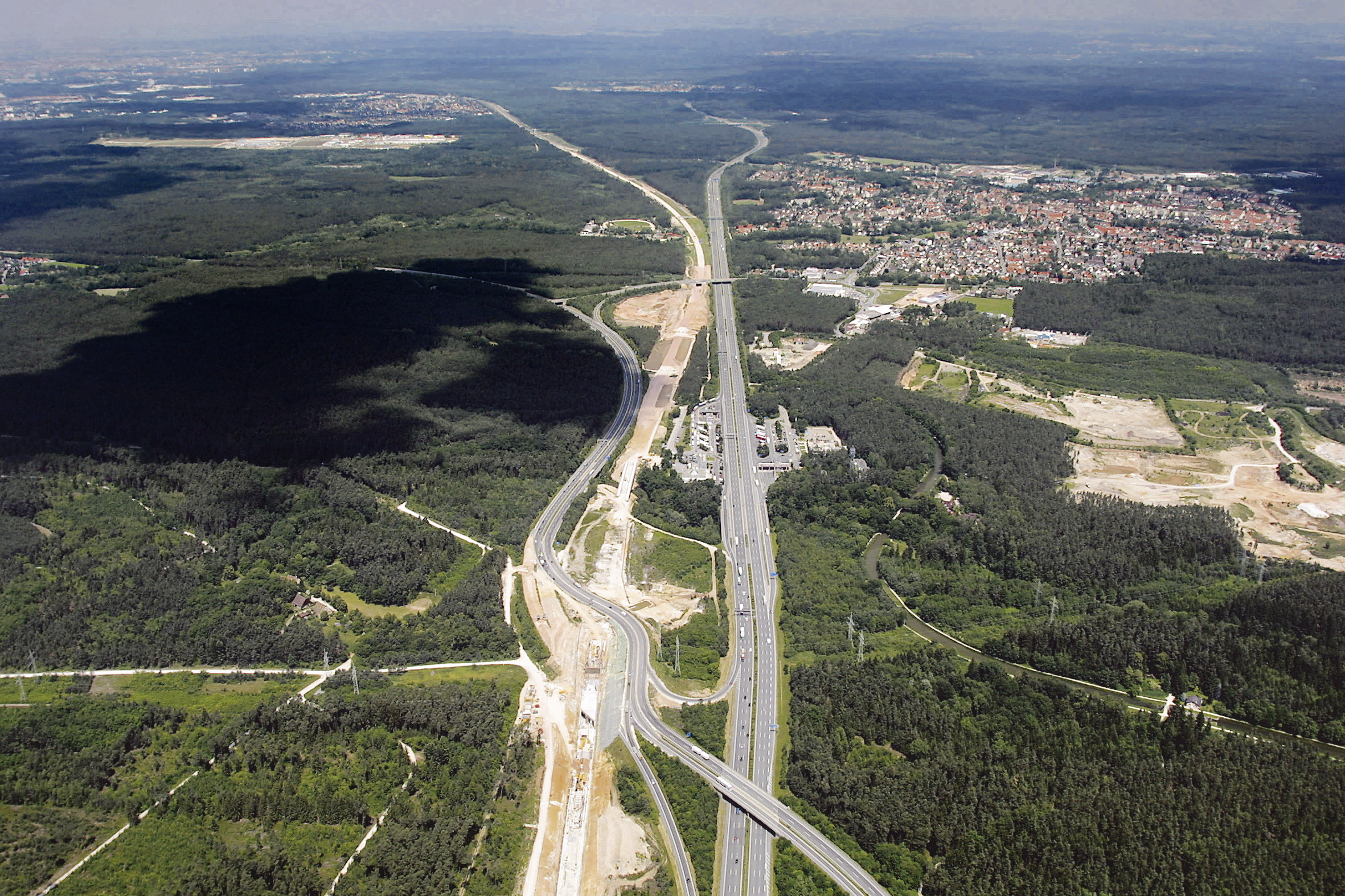
Schnellfahrstrecke Nürnberg–Ingolstadt bei Feucht im Jahr 2001, aufgenommen von Klaus Leidorf

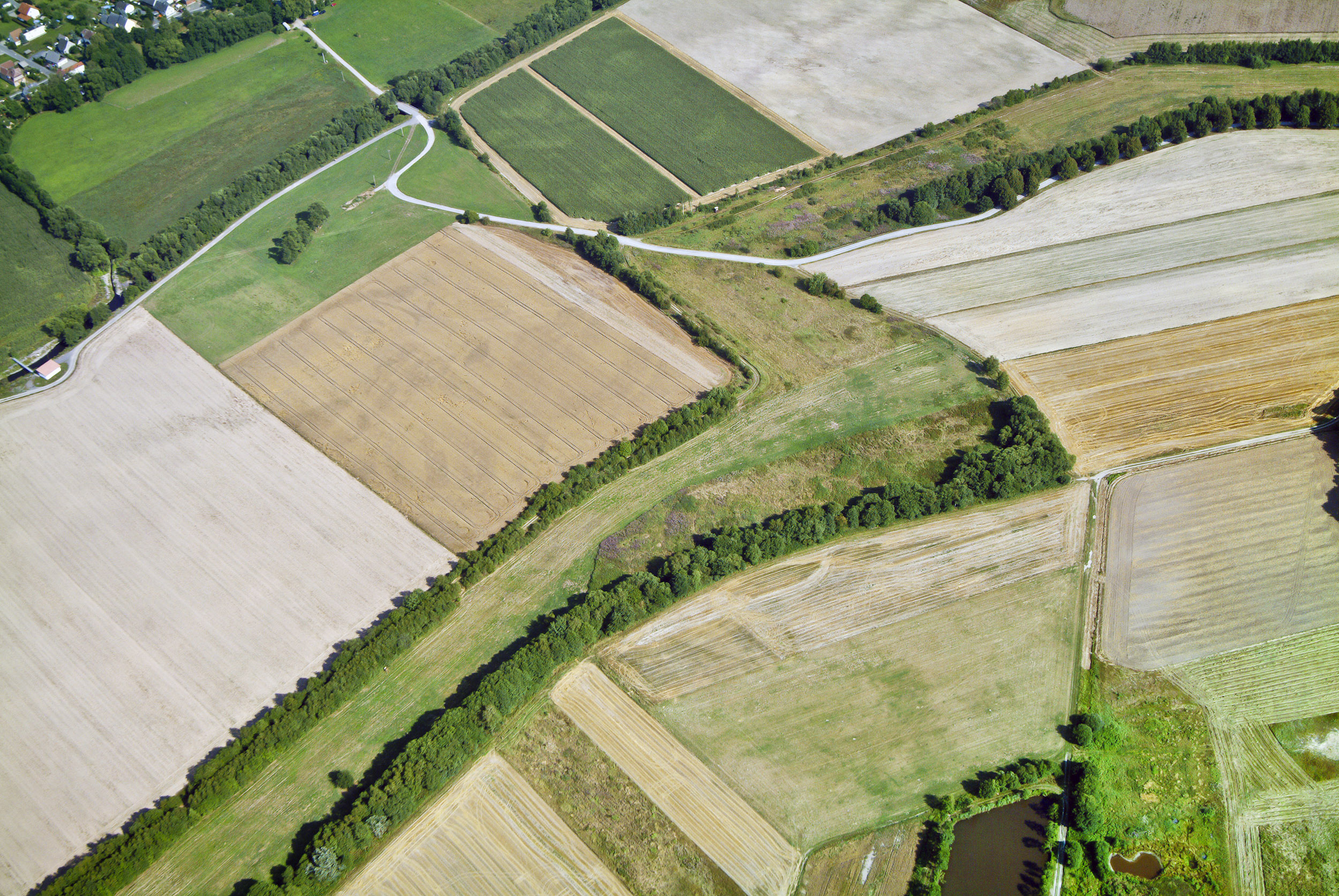
Grünes Band, Thüringen und Bayern, bei Föritz-Mupperg, aufgenommen von Klaus Leidorf

Klaus Leidorf (* 5. Juni 1956 in Bonn) ist ein deutscher Luftbildarchäologe.

## Leben
Von 1976 bis 1983 studierte er evangelische Theologie, Religionsgeschichte und Vor- und Frühgeschichte in Bonn und Marburg. Er war von 1983 bis 1985 wissenschaftlicher Mitarbeiter an der Universität Marburg und von 1985 bis 1989 wissenschaftlicher Angestellter am Bayerischen Landesamt für Denkmalpflege. Sein bereits in jungen Jahren vorhandenes Interesse für die Fotografie sowie die Faszination am Fliegen konnte er als Luftbildarchäologe ideal kombinieren. 1988 erwarb er auf Kosten der Gesellschaft für Archäologie in Bayern seine Fluglizenz und ließ sich von dem luftbildarchäologischen Pionier Otto Braasch in Landshut ausbilden. Neben luftbildarchäologischen Tätigkeiten für die Archäologische Denkmalpflege in Hessen, Thüringen, Sachsen und Niedersachsen hatte er auch Lehraufträge an den Universitäten Marburg, Würzburg und der Ruhr-Universität Bochum.
Neben Lehrveranstaltungen über Luftbildarchäologie an der Universität Würzburg im Wintersemester 1997/98 und an der Philipps-Universität in Marburg im Wintersemester 1994/95 leitete er auch Ausbildungsprojekte 1996 für osteuropäische Studenten in Ungarn und 2005 und 2007 für europäische Studenten in Italien.
Er war von 1983 bis 1995 wesentlich am Aufbau des wissenschaftlichen Verlages Marie Leidorf für Publikationen im Fach Archäologie beteiligt und ist Begründer und Mitherausgeber der Reihe Internationale Archäologie. Seit 1989 ist er freiberuflicher Luftbildarchäologe mit Schwerpunkt Bayern.
Neben der Entdeckung zahlloser archäologischer Bodendenkmäler gilt sein Interesse auch zunehmend der Luftbilddokumentation. Seit der Wende hat er beispielhaft das „Grüne Band“ auf rund 1400 km der ehemaligen innerdeutschen Grenze in den Jahren 1996, 2003 und 2008 in unzähligen Aufnahmen erfasst. Eine Sonderbriefmarke „Grünes Band Deutschland“ im Wert von 155 Cent wurde am 2. März 2020 ausgegeben. Die von Annette Le Fort und André Heers gestaltete Briefmarke zeigt eine Luftaufnahme von Klaus Leidorf.
Neben dokumentarischen Aufnahmen entstanden auch ungezählte künstlerische Aufnahmen aus einer den meisten Menschen verborgenen Perspektive. Aus der Luft hat man andere An- und Einsichten, die durch geschickte Wahl des Bildausschnittes Altbekanntem und Alltäglichem eine neue Dimension geben. Sie zeigen Strukturen von eindrucksvoller und ungewöhnlicher Ästhetik in der vom Menschen geformten Landschaft, die vom Erdboden aus nicht zu sehen sind. Seine Fotos sind in Kalendern und Büchern veröffentlicht.

## Ausstellungen
- 1994: VerLust, Landshut im Rathauskeller (Teilnahme)
- 1995: Eine Insel für die Zeit, Flughafen München (Teilnahme)
- 2001: Terra incognita, Landshut im Rathauskeller (Teilnahme)
- 2002: ÜberSicht, Landau/Isar im Kastenhof (Einzelausstellung)
- 2007: Hotel Daheim, Starnberg (Teilnahme)
- 2009: Galerie artemix, Landshut (Einzelausstellung)
- 2010: Hoch über München, Galerie eigenArt, Münchner Volkshochschule (Einzelausstellung)[6]
- 2011: handfest abgehoben – Eine archäologische Expedition, Landshut im Städtischen Museum
- 2017: Luftbildfotografie. Ich sehe was, was Du nicht siehst, Landshut, in den Räumen des Kunstvereins (Einzelausstellung)
- 2018: SICHTflug Luftbilder von Klaus Leidorf, Deutschen Museum, Flugwerft Schleißheim (Einzelausstellung)[7]
- 2019: Vogelperspektive Luftbilder von Klaus Leidorf, Schlossmuseum Ismaning (Einzelausstellung)[8]
- 2019: Urbanität – Neue Perspektiven, Villa Heydeck, TU Ingolstadt (Einzelausstellung)[9]
- 2019: Deutschland wird eins – Der Abbau der innerdeutschen Grenze, Museum in der Kulturbrauerei, Berlin (Teilnahme)[10]
- 2021: Bauermalerei, Oberfränkisches Bauernhofmuseum Kleinlosnitz (Einzelausstellung)[11]
- 2022: Bauermalerei, Luftbilder von Klaus Leidorf, Bauernhausmuseum Amerang (Einzelausstellung)
- 2022: Strukturen. Klaus Leidorf, Der Neue Geschichtsboden, Vatersdorf (Einzelausstellung)[12]
- 2023: Wasser in Sicht – Luftbilder von Klaus Leidorf, Schlossmuseum Ismaning (Einzelausstellung)[13]
- 2023: Bauernmalerei, Luftbilder von Klaus Leidorf, Freilichtmuseum Glentleiten (Einzelausstellung)[14]
- 2025: Bauernmalerei – Luftbilder von Klaus Leidorf, Förderverein Gempfinger Pfarrhof e.V. (Einzelausstellung)[15]

## Werke
- mit Peter Ettel: Burgen in Bayern. 7000 Jahre Burgengeschichte im Luftbild, Theiss, Stuttgart 1999, ISBN 3-8062-1364-X
- München neu entdecken, Kiebitz Buch Verlag, 2002, ISBN 3-9807800-0-7
- Übersicht: Luftbilder von Klaus Leidorf, Marie Leidorf, Rahen 2002, ISBN 978-3-924734-77-0
- mit Richard W.B. McCormack (Texte): Hoch über München, Kulturverlag Starnberg 2009, ISBN 978-3-941167-19-3
- Hoch über Bayern: Einmalige Entdeckungen aus der Vogelperspektive, Volk, München 2011, ISBN 978-3-86222-047-2
- Hoch über Bayern 2: Neue erstaunliche Entdeckungen aus der Vogelperspektive, Volk, München 2012, ISBN 978-3-86222-062-5
- mit Baoquan Song, Eckhard Heller: Luftbildarchäologie. Archäologische Spurensuche aus der Luft, WBG Theiss, Darmstadt 2019, ISBN 978-3-8062-3887-7
- mit Baoquan Song: Faszination Luftbildarchäologie: Die Welt aus der Vogelperspektive, WBG Theiss, Darmstadt 2020, ISBN 978-3-8062-4093-1

Wandkalender
- Starnberger See 2009, Kulturverlag Starnberg, ISBN 978-3-941167-14-8
- Hoch über Bayern – Monatskalender 2013, Volk, München 2012, ISBN 978-3-86222-082-3